# Faulknor (Schiff, 1935)
HMS Faulknor (H62) war der für die Zerstörer der F-Klasse der britischen Royal Navy gebaute Flottillenführer. Im Zweiten Weltkrieg wurde das Schiff mit den Battle Honours „Atlantic 1939–43“, „Norway 1940“, „Spartivento 1940“, „Malta Convoys 1941“, „Arctic 1942–43“, „Sicily 1943“, „Salerno 1943“, „Aegean 1943“, „Mediterranean 1943–44“, „Anzio 1944“ und „Normandy 1944“ ausgezeichnet.
Er wurde nach dem Kriegsende als „the hardest worked destroyer of the fleet“ (dt.: „der am meisten eingesetzte Zerstörer der Flotte“) bezeichnet. Das Schiff wurde am 25. Juli 1945 in Dartmouth außer Dienst gestellt. Im Januar 1946 wurde die Faulknor zum Abbruch verkauft, der ab April in Milford Haven erfolgte.

## Geschichte des Schiffes
Das Schiff wurde 1933 als Flottillenführer der im Marinehaushalt 1932 bewilligten F-Klasse bestellt. Nach der Kiellegung mit der Baunummer 1640 bei Yarrow in Glasgow am 31. Juli 1933 lief das Schiff am 12. Juni 1934 vom Stapel. In Dienst gestellt wurde es am 24. Mai 1935 als siebtes Schiff der F-Klasse. Die Faulknor war ein Nachbau des Flottillenführer Exmouth. Mit diesen Schiffen kehrte die Royal Navy zur ursprünglichen Ausführung der größeren Führerboote mit fünf Geschützen der Hauptartillerie zurück. Die neuen Schiffe hatten allerdings nicht mehr die bei der Codrington der A-Klasse bemängelte geringere Manövrierfähigkeit. Die Länge beider Schiffe betrug 343 ft und die größte Breite 33,75 ft. Die Standardverdrängung der Faulknor wurde mit 1475 ts angegeben und bei voller Ausrüstung verdrängte sie 2010 long tons. Der Treibstoffvorrat war auf 471 t erhöht und gab den Schiffen eine größere Reichweite. Die Antriebsanlage mit der leicht erhöhten Leistung der Flottillenführer von 38.000 PS sollte den Schiffen eine Höchstgeschwindigkeit wie bei den Flottillenbooten von 36 kn geben. Die Faulknor erreichte bei ihren Abnahmetests 36,53 kn und gehörte zu den Einheiten, welche die Vertragsgeschwindigkeit überboten.
Die Faulknor war das dritte Schiff der Navy, das den Namen der britischen Seeoffiziersfamilie trug. Zuerst hatte 1914 der für die chilenische Marine bei White im Bau befindliche Zerstörer Almirante Simpson der Almirante-Lynch-Klasse diesen Namen bei der Übernahme durch die Royal Navy erhalten. 1920 wurde dieses Schiff mit seinen noch vorhandenen Schwesterschiffen nach Chile verkauft. Als Almirante Riveros blieb dieses Schiff bis 1933 im Dienst der chilenischen Flotte.
1925 bis 1928 führte ein in China angekaufter, als Flusskanonenboot genutzter Dampfer erneut den Namen Faulknor.

### Einsatzgeschichte
Zusammen mit den zugehörigen Zerstörern bildete Faulknor zunächst die „6th Destroyer Flotilla“ bei der Home Fleet. Die ersten öffentlichen Auftritte des Zerstörerführers waren die Anwesenheit bei der Flottenschau aus Anlass des silbernen Thronjubiläums George V. am 16. Juli 1935 auf dem Spithead und ein anschließender offizieller Besuch der Kanalinseln durch den britischen Thronfolger Edward. Die 6. Flottille verlegte von September 1935 bis April 1936 wegen der Abessinien-Krise zwischen Großbritannien und Italien nach Gibraltar. Die Faulknor folgte wegen bei den ersten Tests erkannter Mängel und deren Beseitigung auf der Marinewerft in Portsmouth erst im Oktober und lief erst bis nach Alexandria. Der spanische Bürgerkrieg führte dann schon ab Januar 1936 zur Beteiligung der Flottille an den sogenannten Neutralitätspatrouillen vor der südspanischen Küste und ab April mit einem Teil der Flottille vor den spanischen Häfen an der Biskaya. Nach einer Routineüberholung diente das Schiff dann wieder zur Unterstützung der schweren Einheiten der Home Fleet. Im ersten Quartal 1937 folgte ein erneuter Einsatz in der Biskaya, wobei die in Faulknor in Bilbao erstmals einen deutschen Luftangriff erlebte. Die Kollision beim erneuten Ausmarsch nach Gibraltar mit einem britischen Frachter am 4. August 1937 nahe Ushant führte zum Ausfall des Schiffes für den Rest des Jahres. Die Besatzung der Faulknor wurde darauf zur Bemannung des Flottillenführers Keith bis Ende November 1937 eingesetzt.
Im ersten Quartal 1938 befand sich das instandgesetzte Schiff wieder im Mittelmeer zum Training mit französischen Einheiten, um dann wieder bei der Home Fleet eingesetzt zu werden. Dabei war sie an Besuchen in Ostende und Kristiansund beteiligt. Im Mai 1939 wurde die Flottille in die „8th Destroyer Flotilla“ umbenannt, als die bis dahin separat nummerierten Flottillen der Tribal-Zerstörer in das Nummernsystem eingeordnet wurden.

### Kriegseinsätze
Nach dem Kriegsbeginn verblieb das Schiff mit der Flottille bei der Home Fleet, wurde allerdings zusammen mit den Zerstörern wiederholt zur U-Jagd eingesetzt. Bei einer dieser Suchfahrten gelang es ihm zusammen mit Firedrake und Foxhound, am 14. September 1939 als erstes deutsches U-Boot im Zweiten Weltkrieg U 39 nordwestlich von Irland nach einem gescheiterten Angriff auf Ark Royal zu versenken. Die Besatzung des U-Bootes konnte gerettet werden. Einige Tage später konnte zusammen mit Fortune, Fearless und Forester das deutsche U-Boot U 27 bei den Hebriden versenkt werden, von dessen Besatzung die Faulknor 20 Mann rettete.
Nachdem er in der Zwischenzeit Truppenkonvois über den Atlantik geleitet hatte, wurde der Flottillenführer dann im Jahr 1940 bei der versuchten Abwehr der deutschen Landung in Norwegen (Unternehmen Weserübung) zur Deckung von Schiffen der Home Fleet eingesetzt. Das Schiff sollte Anfang April bei der geplanten Landung der Alliierten in Norwegen eingesetzt werden, der die Deutschen mit ihrem Angriff auf Norwegen zuvorkamen. Der Flottillenchef der 8. Flottille leitete nach den beiden Angriffe der Royal Navy auf die deutschen Zerstörer in Narvik die Zerstörer in dessen Umgebung, um eine deutsche Unterstützung der dort gelandeten Einheiten über See zu verhindern. Sie griff mit ihrer Artillerie auch deutsche Positionen zusammen mit anderen Zerstörern an. Neben den Schiffen der 8. Flottille kamen auch andere Einheiten zum Einsatz, darunter polnische Zerstörer. Auch transportierte sie alliierte Truppen in Positionen, um die in Narvik abgeschnittenen deutschen Einheiten vom Meer und möglichen Landeplätzen abzudrängen. Bei ihren Einsätzen wurden die Zerstörer zum Teil von der Luftwaffe angegriffen. Am 4. Mai versenkte ein He-111-Bomber des KG 100 im Rombakken-Fjord die polnische Grom. Die zur Hilfe kommende Faulknor konnte 52 Überlebende retten, barg aber auch 60 Tote. Am folgenden Tag lief das Schiff kurzzeitig auf und beschädigte seine ASDIC-Anlage. Zur Abwehr von U-Booten kaum einsetzbar, ging das Schiff zusammen mit Amazon, Imogen und Whirlwind als Geleitschutz leerer Truppentransporter zurück nach Großbritannien, wo sie von Mitte Mai bis Mitte Juni repariert wurde. Dabei wurde ihr hinterer Torpedorohrsatz durch ein 76-mm-Fla-Geschütz ersetzt.

#### Einsätze bei der Force H
Nach dem Ende der Operationen in Norwegen wies die Admiralität die 8. Flottille mit Faulknor und den Zerstörern Fearless, Foxhound, Foresight und Forester sowie Escapade und Escort der neu gebildeten Force H zu, die in Gibraltar stationiert wurde. Erste Aufgabe des neuen Verbandes war die Neutralisierung der französischen Marine in Mers-el-Kébir (Operation Catapult am 3. Juli). Es folgte wenige Tage später die Seeschlacht bei Punta Stilo, an der die Faulknor mit Forester, Foresight, Foxhound, Fearless und Escort beteiligt war.
Im September 1940 nahm die Faulknor mit den Zerstörern Foresight, Forester, Fortune, Fury und Greyhound an dem gescheiterten Versuch teil, Dakar zu besetzen (Operation Menace).
Anschließend erfolgte Anfang Oktober die Besetzung von Französisch-Kamerun durch frei-französische und britische Truppen. Eine britische Brigade wurde auf der Westernland von Freetown nach Duala transportiert, die von dem Schweren Kreuzer Devonshire und den Zerstörern Faulknor, Foresight, Fury und Escapade gesichert wurde. Zum Flottenverband gehörten noch die frei-französischen Avisos Savorgnan de Brazza (1969 t), Commandant Dominé und Commandant Duboc (Minensucher, 630 t). Am 9. Oktober 1940 ging General de Gaulle vom Minensuchboot Commandant Duboc in Duala an Land und hisste erstmals die frei-französische Flagge auf dem französischen Gebiet.
In den folgenden Monaten war der Flottillenführer immer wieder mit der Force H im Mittelmeer im Einsatz und nahm am 27. November 1940 an der Seeschlacht bei Kap Spartivento teil. Sie sicherte mit acht weiteren Zerstörern – darunter Firedrake, Forester und Fury – die schweren britischen Einheiten Ramillies und Renown. Die britischen Zerstörer hatten an dem kurzen, überwiegend auf großer Distanz geführten Gefecht keinen aktiven Anteil.
Faulknor diente dann als Eskorte für Flugzeugträger, von denen Jagdflugzeuge nach Malta geflogen wurden, und für Konvois, die meist Kriegsmaterial für die britischen Truppen in Nordafrika und Versorgungsgüter für Malta transportierten. Dabei wurde das Schiff auch als schneller Minensucher genutzt.
Von Mitte Januar bis Mitte März 1941 wurde das Schiff zur Geleitsicherung im mittleren Atlantik mit Basis in Freetown abgeordnet, wo auch andere Einheiten der F-Klasse zeitweise zum Einsatz kamen. Die Verstärkung der Sicherung von Geleitzügen in diesem Seegebiet war eine Folge erheuter Aktivitäten der deutschen Überwasserschiffe und einer Verlegung der Jagdgebiete der U-Boote.
Mit der Force H war die Faulknor mit Forester, Foresight, Foxhound und Fury Ende Mai 1941 auch im Atlantik, als der Bismarck mit der Prinz Eugen der Durchbruch durch die Dänemarkstraße gelang. Als Renown, Ark Royal und Sheffield nach Norden vorstießen, um sich an der Suche nach der Bismark zu beteiligen, blieben die Zerstörer zurück, da sie nicht über hinreichend Treibstoff verfügten. Bei einem anschließenden Vorstoß in den Atlantischen Ozean im Zuge der Suche nach deutschen Versorgern gelang es Faulknor zusammen mit Foxhound, Forester, Foresight und Fearless am 18. Juni 1941, das deutsche U-Boot U 138 westlich von Kap Trafalgar zu versenken. Eine Woche später versenkte sich der deutsche Blockadebrecher Alstertor selbst bei der Annäherung der Zerstörergruppe mit der Fury (für Foresight). In den folgenden Monaten schlossen sich wiederum Einsätze der beschriebenen Art im Mittelmeer und Geleite Richtung Großbritannien an.
Ab dem 20. August wurde die Faulknor dann in Southampton grundüberholt. Schäden an den Turbinen des Schiffes wurden auf Sabotage zurückgeführt. Die Ursache wurde in fehlender Einsatzbereitschaft der überstrapazierten Besatzung gesehen. Während der Reparatur wurden auf dem Zerstörerführer zwei weitere FlaMG-Vierlinge installiert und die U-Bootabwehrbewaffnung verstärkt.

#### Erneute Einsätze bei der Home Fleet
Zum Jahresende wurde das nun der Home Fleet unterstellte Schiff zu einer Sonderaufgabe herangezogen. Nach dem Verlust der britischen schweren Einheiten in Südostasien durch die Japaner wollte der britische Premierminister Churchill mit seinen leitenden Militärs die Fortführung des Krieges mit der amerikanischen Regierung erörtern.
Am 13. Dezember 1941 ging Churchill vor Greenock zur Reise in die USA an Bord des neuen Schlachtschiffs Duke of York. Zu seiner Begleitung gehörten der Erste Seelord, Admiral of the Fleet Sir Dudley Pound, der Chef des britischen Generalstabs, Feldmarschall Sir John Dill, der Chef des Luftwaffenstabs, Air Chief Marshal Sir Charles Portal, und der amerikanische Sondergesandte in Europa, Averell Harriman. Wegen extrem schlechten Wetters auf dem Nordatlantik wurde eine südliche Route nahe der Azoren zur Überfahrt gewählt, die den Ausmarschweg der deutschen U-Boote in den Atlantik kreuzte. Als Sicherung des Schlachtschiffs wurden daher Faulknor, Foresight und der Tribal-Zerstörer Matabele eingeteilt. Die Zerstörer konnten bei dem schweren Wetter der Geschwindigkeit des Schlachtschiffs nicht folgen, das diese daher mehrfach reduzieren musste, um seine Sicherung nicht zu verlieren. Die Foresight musste zeitweise völlig beidrehen und erlitt Ruderschäden. Am Abend des 17. wurden die Zerstörer in der Nähe der Azoren endgültig entlassen. Als Ersatz stießen Highlander, Harvester und Lightning  frisch betankt aus Ponta Delgada zum Schlachtschiff, die ihm aber auch bei anhaltend schlechtem Wetter nicht folgen konnten und am 20. ebenfalls von ihrer Aufgabe entbunden wurden. Die Duke of York erreichte mit ihren wichtigen Passagieren am 22. Dezember 1941 schließlich die US-Navy-Basis Norfolk, begleitet von amerikanischen Zerstörern. Churchill und sein Gefolge reisten von dort nach Washington, um an der Arcadia-Konferenz teilzunehmen. Die Faulknor sicherte noch die Ruderreparatur der Foresight, blieb 24 Stunden in Ponta Delgada und lief dann bis zum 23. Dezember zurück nach Scapa Flow.
Während des Jahres 1942 diente die Faulknor zur Sicherung von Nordmeergeleitzügen, durch welche die Sowjetunion mit Kriegsmaterial beliefert wurde. Eingesetzt wurden sie unter anderen bei den zusammengefassten Geleitzügen PQ 9 u. 10 mit nur zehn Frachtschiffen, die vom 1. bis zum 10. Februar von Island nach Murmansk liefen und bei denen der Kreuzer Nigeria sowie Faulknor und Intrepid vom 5. bis zum 8. die nahe Deckungsgruppe bildete. Beim Rückgeleit QP 7 von acht Schiffen liefen dei beiden Zerstörer vom 13. bis zum 15. Februar als Sicherung im Geleit zusammen mit den Minensuchern Britomart und Sharpshooter der Halcyon-Klasse. Am 15. wurde der Konvoi aufgelöst und alle Schiffe erreichten am 22. Februar Island. Am 1. März 1942 gingen dann die Geleitzüge PQ 12 und QP 7 in Island bzw. Murmansk in See. Die Faulknor gehörte zur im Nordmeer stehenden Deckungsgruppe mit zwei Schlachtschiffen, einem Kreuzer und sechs Zerstörern (u. a. auch Fury). Die deutsche Luftaufklärung entdeckte am 5. März PQ 12 und am 6. ging die Tirpitz mit vier Zerstörern von Trondheim in See, um den Geleitzug abzufangen. Da die Briten Teile des deutschen Funkverkehrs entschlüsselt hatten, schickten sie weitere Teile der Home Fleet – darunter den Flugzeugträger Victorious – ins Nordmeer, zu dessen Sicherung unter anderem die Faulknor abgestellt wurde. Gegenseitige Luftangriffe blieben erfolglos. Die deutschen Überwassereinheiten fanden die Geleitzüge nicht und brachen nach der Versenkung eines Nachzüglers von QP 7 ihren Vorstoß ab. Die Briten erwarteten den sofortigen Rückmarsch der Tirpitz nach Trondheim und entsandten mit Faulknor, Fury, Intrepid, Icarus, Bedouin, Eskimo, Tartar und Punjabi acht ihrer zwölf Zerstörer auf eine Position nahe Bodø, wo sie in der Nacht zum 12. März das deutsche Schlachtschiff angreifen sollten. Der Plan scheiterte, da die Tirpitz noch einen Tag in Narvik verblieb, ehe sie den Rückmarsch antrat. Die britischen Zerstörer konnten sich unentdeckt zurückziehen.

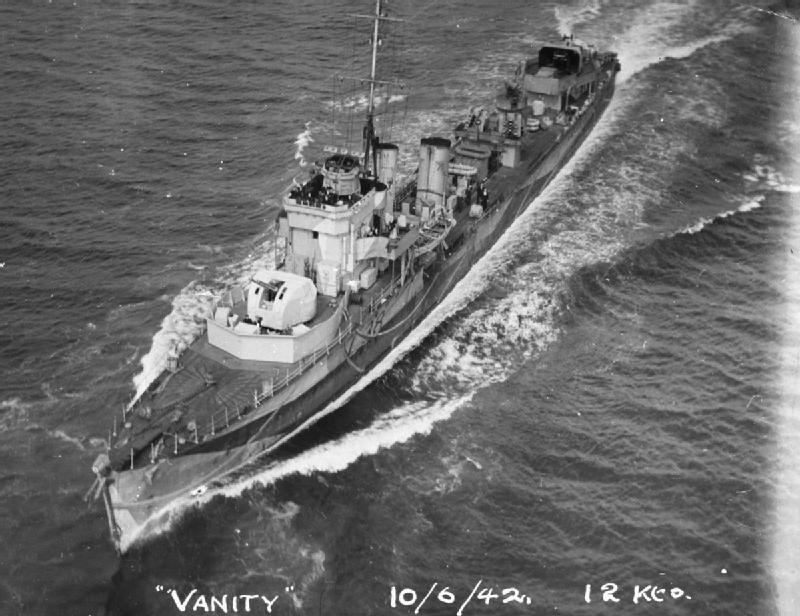
Die Vanity, einer drei eingesetzten Fla-Zerstörer

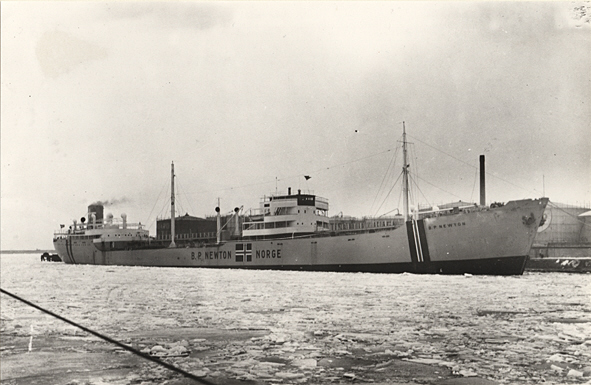
Die B.P. NEWTON, der aus Göteborg entkommene Tanker

Für die Faulknor folgte ein Einsatz in der Nordsee, als sie in der Nacht zum 1. April 1942 zusammen mit Escapade, Eskimo, Wallace, Vanity und Valorous zehn norwegische Frachter aufnehmen sollte, die versuchten, von Göteborg durch Kattegat und Skagerrak nach Großbritannien auszubrechen. Den durch die Entschlüsselung des Funksprechverkehrs vorgewarnten Deutschen entkamen nur die Tanker B.P. Newton (10.324 BRT) und Lind (461 BRT), sechs Schiffe wurden von den Deutschen versenkt, liefen auf eine Mine oder versenkten sich selbst, um einer Kaperung zu entgehen, darunter das Walfangschiff Skytteren (12.358 BRT). Zwei Schiffe brachen den Fluchtversuch ab und kehrten in den schwedischen Hafen zurück.
Bei den Geleitzügen PQ 14 und dem Rückgeleit QP 10 sowie Geleitzug PQ 15 und QP 11/QP 12 im April, PQ 16 im Mai sowie PQ 17 im Juni 1942 war die Faulknor Teil der Sicherung der Ferndeckungsgruppe gegen Unterseeboote und nicht an den Kämpfen um die Geleite beteiligt. Im Juli 1942 wurde das Schiff in Hull überholt und gab seien hinteren Torpedorohrsatz und das erhöhte Heckgeschütz ab, auf dessen Position eine 76-mm-Flak installiert wurde. Dazu wurde das Schiff mit Radargeräten und einer Huff-Duff-Anlage ausgestattet.
Im September 1942 erfolgte der nächste Geleiteinsatz bei PQ 18, der neben einem Geleitträger (Avenger) von einer durchgehenden Sicherungsgruppe und zwei nahe am Konvoi mitlaufenden Geleitgruppen geschützt wurde. Direkt am und um den Konvoi waren 18 Flottenzerstörer – darunter Faulknor und Fury – im Einsatz. Während dieses Einsatzes konnte die Faulknor am 12. September 1942 in der Nähe der Bäreninsel U 88 versenken. Im November folgten Einsätze an QP 15, im Dezember an JW 51A sowie Anfang 1943 weitere Einsätze den Geleitzügen RA 51, JW 52, JW 53 und RA 53. Nach seiner Rückkehr in die heimischen Gewässer im Frühjahr 1943 wurde der Zerstörerführer kurzzeitig zur Sicherung von Atlantik-Konvois mit der „4th Escort Group“ verwandt.

#### Erneuter Einsatz im Mittelmeer
Mitte Juni 1942 verlegte die Faulknor mit anderen Einheiten der Home Fleet ins Mittelmeer, um an der alliierten Landung auf Sizilien (Operation Husky) teilzunehmen. Sie gehörte anfangs zu dem Flottenverband, der im Ionischen Meer ein Eingreifen von Einheiten der italienischen Marine unterbinden sollte. Ab der zweiten Woche nach der Landung wurde das Schiff zur Artillerieunterstützung der gelandeten Truppen eingesetzt. Die Einsätze erfolgten einzeln und zusammen mit den Schlachtschiffen  Warspite und Valiant, den Kreuzern Orion und Mauritius oder den Monitoren Abercrombie, Erebus und Roberts. Ähnliche Einsätze folgten bis zur Landung bei Salerno (Operation Avalanche) am 9. September 1943.
Italien hatte schon am 3. September einen Waffenstillstand mit den Alliierten abgeschlossen und sich zum 8. September aus dem Kriegsgeschehen zurückgezogen. Ab dem 10. September begleitete die Faulknor mit den Zerstörern Fury, Echo, Intrepid, Raider, der griechischen  Vasilissa Olga und der französischen Le Terrible sowie den Schlachtschiffen Warspite und Valiant einen entsprechend den Waffenstillstandsbedingungen aus La Spezia und Genua in alliierte Internierung laufenden Teil der italienischen Flotte mit den Schlachtschiffen Italia und Vittorio Veneto, den fünf Leichten Kreuzern Eugenio di Savoia, Duca d’Aosta, Montecuccoli, Duca degli Abruzzi, Garibaldi und den fünf Zerstörern Velite, Legionario, Artigliere, Grecale und Oriani nach Malta. Der italienische Verband hatte durch einen deutschen Luftangriff das Schlachtschiff Roma verloren und zur Rettung der Schiffbrüchigen einen Spähkreuzer und drei Zerstörer zurückgelassen, die dann zu den Balearen gingen, um sich in Spanien internieren zu lassen.
Am 16. September 1943 verlegten sechs Zerstörer der 8. britischen Zerstörer-Flottille (Faulknor, Echo, Intrepid, Eclipse, Raider und die griechische Vasilissa Olga) als Begleiter der internierten italienischen Schiffe nach Alexandria und wurden zur Unterstützung des britischen Feldzugs im Dodekanes eingeteilt, durch den die Briten die Inseln des seit 1912 italienischen Dodekanes übernehmen wollten. Zeitweise konnten die Inseln Kos, Kalymnos, Samos, Leros, Symi und Astypalea besetzt werden. Die Deutschen versuchten gleichzeitig, die bisher italienischen oder von den Italienern besetzten Gebieten zu gewinnen. Am 17./18. September griffen Faulknor, Eclipse und Vasilissa Olga erstmals einen deutschen Konvoi an und versenkten zwei Frachter. Am 7. Oktober entdeckte das britische U-Boot Unruly einen deutschen Konvoi. Es erzielte Artillerietreffer auf zwei Schiffen und meldete die Position des Geleits. Das Geleit wurde wenig später von den Kreuzern Penelope und Sirius und den Zerstörern Faulknor und Fury an der Nordostspitze von Stampalia gestellt und zusammengeschossen. Der ablaufende britische Verband wurde in der Scarpanto-Straße von Ju 87 der II./StG.3 und Ju 88 des LG.1 und der II./KG.51 angegriffen und Penelope durch Bombentreffer beschädigt. Am 15./16. Oktober scheiterte der Versuch des Kreuzers Phoebe mit Faulknor und Fury einen weiteren Konvoi zu stellen an deutschen Luftangriffen. In der Nacht vom 10./11. November beschoss Faulknor deutsche Stellungen aus Kos. In den Nächten vom 12./13. und 13./14.11. suchten Faulknor zusammen mit den Geleitzerstörern Beaufort und der griechischen Pindos ohne Erfolg deutsche Transportschiffe. Die Gruppe beschoss zweimal Ziele auf Leros und musste dann wegen Kraftstoffmangel ablaufen. Ab dem 15. war die Faulknor dann im Einsatz bei der Evakuierung der letzten alliierten Truppen im Dodekanes.
Bis zum April 1944 war das Schiff noch im Mittelmeer im Einsatz und unterstützte den Vormarsch der alliierten Truppen an der Adria und im Raum Anzio.

#### Letzte Verwendungen
Bei der Landung in der Normandie (Operation Neptune) leistete der Flottillenführer Artillerie-Unterstützung zunächst für die kanadischen Truppen, die am Juno Beach landeten. Der Unterstützungsverband (Force E) für „Juno“ bestand aus den Kreuzern Belfast und Diadem, den Zerstörern der „27. Flottille“ mit Kempenfelt, Venus, Vigilant sowie den kanadischen Algonquin und Sioux und der „8. Flottille“ mit der Faulknor und Fury sowie den Hunt-Zerstörern Stevenstone, Bleasdale sowie der norwegischen Glaisdale und der französischen La Combattante. Nach den ersten Tagen wurde die Faulknor auch in anderen Abschnitten eingesetzt.
Bei Kriegsende nahm sie an der Befreiung der Kanalinseln teil. Am 17. Mai begleitete der Zerstörer mit der Fregatte Narborough sechs deutsche Minensucher und zwei Vorpostenboote, die dort kapituliert hatten, nach Großbritannien. Anfang 1946 wurde die Faulknor aus der Liste der aktiven Schiffe gestrichen und einige Monate später dann abgewrackt.